# Jasem Al-Qassar
Jasem Abdullatif Al-Qassar (arab. جاسم عبداللطيف القصار) – kuwejcki piłkarz ręczny, uczestnik Letnich Igrzysk Olimpijskich 1980.
W 1980 roku wziął udział w Letnich Igrzyskach Olimpijskich w Moskwie. W całym turnieju zdobył 18 goli, a także zanotował jedną karę dwuminutową. Razem z kolegami z reprezentacji zajął ostatnie 12. miejsce, a jego drużyna przegrała wszystkie mecze turnieju.